# シーアール物流
シーアール物流（シーアールぶつりゅう）は、岡山県岡山市北区に本社を置く陸運業者。

## 概説
1968年設立。主に家畜の肥料などの運送を行っている。近年はタクシー事業や保育園事業も手がける。

## 沿革
- 1968年 - 中国糧飼輸送株式会社を設立。岡山市中区平井に本社を置き、従業員5名でスタート。丸紅飼料株式会社水島工場にて、構内作業請負業務開始。
- 1969年 - 岡山県内の大規模飼料工場における原料輸送業務を開始。
- 1970年 - クミアイキャリーズ株式会社を設立。
- 1971年 - 特定貨物自動車運送免許を取得。事業所として運送業務を開始する。
- 1972年 - クミアイキャリーズ、飼料系水島工場の構内作業を前任業者より禅譲される。
- 1977年 - 輸送部設立。倉敷市東塚に事務所を移転。一般貨物自動車運送免許取得。
- 1986年 - 中国糧飼輸送、本社を岡山市北区大内田の岡山県総合流通センターへ移転。
- 1988年 - 中国糧飼輸送、水島支店の社屋完成。
- 1989年 - 食品配送事業に進出（365日対応型の近距離、多頻度輸送事業）。
- 1991年 - 株式会社岡山シーアール物流を設立。
- 1996年 - 下石井事業所を開設。
- 1997年 - シーアール物流株式会社を設立。
- 2001年 - 中国糧飼輸送を経営統括会社とし、株式会社シーアールホールディングに改称。株式会社キャリーテック岡山、［新］中国糧飼輸送株式会社の2社を設立。
- 2002年 - 有限会社シーアールイースト、有限会社シーアールウエスト、有限会社シーアール整備センターを設立。西大寺第1物流センターを岡山市東区の新産業ゾーンに建設。
- 2003年 - 岡南第1事業所を開設。
- 2004年 - 有限会社CRスタッフサービスを設立。外部顧客の作業人材を派遣して受託分担する部門。
- 2006年 - シーアールウエスト、岡山市北区大内田に本社事務所を取得。有限会社CRロジスティックサービスを設立。
- 2007年 - 西大寺第2物流センター、MS西大寺事業所、MS早島事業所を開設。
- 2008年 - 株式会社シーアールイースト営業開始。有限会社CRクレストサービスを設立。
- 2009年 - クミアイキャリーズをアグリコキャリーズ株式会社に商号変更。
- 2010年 - 岡山シーアール物流、営業所を2分割。岡山市東区君津の事務所を東営業所とし、新たに西営業所を岡山市北区大内田に設立。MS岡山事業所、MS津山事業所を開設。
- 2011年 - 西大寺第3物流センターを建設。
- 2012年 - 水島第2事業所を開設。
- 2013年 - 株式会社シーアールイーストと、有限会社CRクレストサービスを合併し、株式会社EAST-LOGIを設立。ロゴマークを変更。藤崎DC事業所を開設。
- 2015年 - シーアールグループ各社を統合。香川営業所、坂出事業所、林田事業所、飯山事業所を開設。
- 2016年 - 岡南第2事業所を開設。岡山中央第2物流センターを建設。
- 2017年 - WF事業所、MK事業所を開設。企業主導型保育事業「ちるりら保育園」を開設。
- 2018年 - 岡南第三事業所を開設。
- 2019年 - 株式会社平和タクシーコーポレーションを設立。平和タクシー株式会社より営業譲受。
- 2019年 - シーアールウェルネスを開設

## 関連会社
- 中国糧飼輸送
- シーアールホールディング
- 岡山シーアール物流
- 四国シーアール物流
- 平和タクシー
- アグリコキャリーズ